# Far til fire
 For alternative betydninger, se Far til fire (flertydig). (Se også artikler, som begynder med Far til fire)
Far til fire er et fænomen i dansk familieunderholdning – oprindelig en tegneserie, siden en filmserie, en række bøger og senest en teaterforestilling.
I alle varianter handler Far til fire om en familie bestående af en far og hans fire børn: storesøsteren Søs, tvillingerne Ole og Mie samt lillebroderen Lille Per.

## Historie
Tegneserien blev tegnet af Kaj Engholm i 1948 og fortsatte til hans død i 1988. Striben gik i Politiken indtil 1955, hvor den kom til Berlingske Tidende. Serien udkom også i en række hæfter. Teksten blev primært skrevet af Olav Hast (1906-1991), der imidlertid stoppede helt i 1970. Herefter fortsatte Engholm på egen hånd – med egne tekster suppleret med freelancere.
Som det er almindeligt med avisstriber og familietegneserier, bliver børnene i Far til fire ikke ældre med tiden, så der sker ingen egentlig karakterudvikling. Til gengæld blev tegneseriens Far, der oprindeligt var skaldet, påvirket af filmens Far, fordi Ib Schønberg nægtede at lade sig kronrage til rollen.
Den oprindelige filmserie startede i 1953 og sluttede i 1961.
I 1971 forsøgte Panorama Film, med Ib Mossin som instruktør, at genoplive serien med Helge Kjærulff-Schmidt i hovedrollen som Far og Buster Larsen som Onkel Anders. Der blev kun produceret én film med denne besætning, og denne anses ikke som værende del af Far til fire-kanonen af størstedelen af seriens tilhængere.[kilde mangler]
I den oprindelige serie blev der i alt lavet otte film i og omkring ASA filmstudierne i Lyngby, og alle film blev instrueret af Alice O'Fredericks og produceret af Henning Karmark.
Senere er ASA Film selv gået i gang igen i samarbejde med Scanbox og har pr. oktober 2012 produceret syv film. De første seks med Niels Olsen som Far, Jess Ingerslev som Onkel Anders og Kasper Kesje som Lille Per. De nye film har hidtil været store successer med 3-500.000 solgte biografbilletter per film.
Den syvende film i serien, Far til fire - Onkel Sofus vender tilbage, havde premiere 6. februar 2014. Denne film har fået ny rollebesætning i forhold til de forrige film i serien; Jesper Asholt (Far), Kurt Ravn (Onkel Anders), Bodil Jørgensen (Fru Sejersen), Sigurd Philip Dalgas (Lille Per), Emilie Werner Semmelroth (Søs), Karoline Hamm (Mie) og Rasmus Bardram Johnbeck (Ole). Filmen er instrueret af Giacomo Campeotto.
Den ottende film i serien fik titlen Far til fires vilde ferie og havde premiere i 2015. Filmen havde samme rollebesætning og instruktør som den forrige. Men i Fru Sejersens rolle ses i denne film Kirsten Lehfeldt, efter at Bodil Jørgensen var ude for en ulykke under optagelserne til filmen.
Den niende film, Far til fire - på toppen havde premiere 9. februar 2017. Rollebesætningen var denne gang ny med Martin Brygmann (Far), Thomas Bo Larsen (Onkel Anders), Elton Rokahaim Møller (Lille Per), Coco Hjartemaal (Søs), Laura Lavigne Bie-Olsen (Mie), Mingus Hassing Hellemann (Ole). Filmen er instrueret af Martin Miehe-Renard.
De i alt 11 Far til Fire-film, der er lanceret siden 2005 (3., 4. og 5. generation) har tilsammen solgt over 3,7 mio. biografbilletter.
Både "Far til Fire" og "Lille Per" er registrerede varemærker.

## Filmserien

### 1. generation
Der blev lavet otte film i serien i perioden 1953-1961:
1. Far til fire - 1953
2. Far til fire i sneen - 1954
3. Far til fire på landet - 1955
4. Far til fire i byen - 1956
5. Far til fire og onkel Sofus - 1957
6. Far til fire og ulveungerne - 1958
7. Far til fire på Bornholm - 1959
8. Far til fire med fuld musik - 1961

### 2. generation
Én film blev lavet i 1971:
1. Far til fire i højt humør. Panorama Film forsøgte at genoplive Far til fire med en niende film, instrueret af Ib Mossin. Filmen, som havde samme persongalleri, men nye skuespillere som de 8 første film, var ikke god nok til at starte en ny serie Far til fire-film.

### 3. generation
Der blev lavet seks film i serien i perioden 2005-2012, instrueret af Claus Bjerre:
1. Far til fire - gi'r aldrig op. Filmen havde premiere i oktober 2005.
2. Far til fire - i stor stil. Filmen havde premiere 25. december 2006.
3. Far til fire - på hjemmebane. Filmen havde premiere i efterårsferien, 2008.
4. Far til fire - på japansk. Filmen havde premiere i vinterferien 2010.
5. Far til fire - tilbage til naturen. Filmen havde premiere i efterårsferien 2011.
6. Far til fire - til søs. Filmen havde premiere i efterårsferien 2012.

### 4. generation
Der blev lavet to film i serien i perioden 2014-2015, instrueret af Giacomo Campeotto:
1. Far til fire - Onkel Sofus vender tilbage. Filmen blev instrueret af Giacomo Campeotto og havde premiere i vinterferien 2014.
2. Far til fires vilde ferie. Den sidste film i 4. generation blev instrueret af Giacomo Campeotto og fik premiere i 2015.

### 5. generation
1. Far til fire - på toppen fra 2017.[3]
2. Far til fire i solen fra 2018.
3. Far til fire og vikingerne[4] 2020

## Rolleliste
| Film/Rolle                                | Far                    | Søs                      | Ole                    | Mie                        | Lille Per             | Onkel Anders     | Fru Sejersen     | Peter           | Instruktør          |
| ----------------------------------------- | ---------------------- | ------------------------ | ---------------------- | -------------------------- | --------------------- | ---------------- | ---------------- | --------------- | ------------------- |
| Far til fire                              | Ib Schønberg           | Birgitte Price           | Otto Møller Jensen     | Rudi Hansen                | Ole Neumann           | Peter Malberg    | Agnes Rehni      | Ib Mossin       | Alice O'Fredericks  |
| Far til fire i sneen                      | Ib Schønberg           | Birgitte Price           | Otto Møller Jensen     | Rudi Hansen                | Ole Neumann           | Peter Malberg    | Agnes Rehni      | Ib Mossin       | Alice O'Fredericks  |
| Far til fire på landet                    | Karl Stegger           | Birgitte Price           | Otto Møller Jensen     | Rudi Hansen                | Ole Neumann           | Peter Malberg    | -                | Ib Mossin       | Alice O'Fredericks  |
| Far til fire i byen                       | Karl Stegger           | Birgitte Price           | Otto Møller Jensen     | Rudi Hansen                | Ole Neumann           | Peter Malberg    | Agnes Rehni      | Ib Mossin       | Alice O'Fredericks  |
| Far til fire og onkel Sofus               | Karl Stegger           | Birgitte Price           | Otto Møller Jensen     | Rudi Hansen                | Ole Neumann           | Peter Malberg    | Agnes Rehni      | Ib Mossin       | Alice O'Fredericks  |
| Far til fire og ulveungerne               | Karl Stegger           | Birgitte Price           | Otto Møller Jensen     | Rudi Hansen                | Ole Neumann           | Peter Malberg    | Agnes Rehni      | Ib Mossin       | Alice O'Fredericks  |
| Far til fire på Bornholm                  | Karl Stegger           | Else Hvidhøj             | Otto Møller Jensen     | Rudi Hansen                | Ole Neumann           | Peter Malberg    | Agnes Rehni      | Ib Mossin       | Alice O'Fredericks  |
| Far til fire med fuld musik               | Karl Stegger           | Hanne Borchsenius        | Otto Møller Jensen     | Rudi Hansen                | Ole Neumann           | Peter Malberg    | Agnes Rehni      | Ib Mossin       | Alice O'Fredericks  |
| Far til fire i højt humør                 | Helge Kjærulff-Schmidt | Bente Messmann           | Lars Kümler            | Mette Thielke              | Bo Andersen           | Buster Larsen    | Vera Gebuhr      | -               | Ib Mossin           |
| Far til fire - gi'r aldrig op             | Niels Olsen            | Carla Mickelborg         | Jakob Wilhjelm Poulsen | Kathrine Bremerskov Kaysen | Kasper Kesje          | Jess Ingerslev   | -                | Søren Bregendal | Claus Bjerre        |
| Far til fire - i stor stil                | Niels Olsen            | Carla Mickelborg         | Jakob Wilhjelm Poulsen | Kathrine Bremerskov Kaysen | Kasper Kesje          | Jess Ingerslev   | Anette Støvelbæk | Søren Bregendal | Claus Bjerre        |
| Far til fire - på hjemmebane              | Niels Olsen            | Carla Mickelborg         | Jakob Wilhjelm Poulsen | Kathrine Bremerskov Kaysen | Kasper Kesje          | Jess Ingerslev   | -                | Søren Bregendal | Claus Bjerre        |
| Far til fire - på japansk                 | Niels Olsen            | Carla Mickelborg         | Jakob Wilhjelm Poulsen | Kathrine Bremerskov Kaysen | Kasper Kesje          | Jess Ingerslev   | -                | Søren Bregendal | Claus Bjerre        |
| Far til fire - tilbage til naturen        | Niels Olsen            | Carla Mickelborg         | Jakob Wilhjelm Poulsen | Kathrine Bremerskov Kaysen | Kasper Kesje          | Jess Ingerslev   | -                | Søren Bregendal | Claus Bjerre        |
| Far til fire - til søs                    | Niels Olsen            | Carla Mickelborg         | Jakob Wilhjelm Poulsen | Kathrine Bremerskov Kaysen | Kasper Kesje          | Jess Ingerslev   | -                | Søren Bregendal | Claus Bjerre        |
| Far til fire - Onkel Sofus vender tilbage | Jesper Asholt          | Emilie Werner Semmelroth | Rasmus Bardram         | Karoline Hamm              | Sigurd Phillip Dalgas | Kurt Ravn        | Bodil Jørgensen  | Allan Hyde      | Giacomo Campeotto   |
| Far til fires vilde ferie                 | Jesper Asholt          | Emilie Werner Semmelroth | Rasmus Bardram         | Karoline Hamm              | Sigurd Phillip Dalgas | Kurt Ravn        | Kirsten Lehfeldt | Allan Hyde      | Giacomo Campeotto   |
| Far til fire - på toppen                  | Martin Brygmann        | Coco Hjardemaal          | Mingus Hassing         | Laura Lavigne Bie-Olsen    | Elton Møller          | Thomas Bo Larsen | -                | Lukas Toya      | Martin Miehe-Renard |
| Far til fire - i solen                    | Martin Brygmann        | Coco Hjardemaal          | Mingus Hassing         | Laura Lavigne Bie-Olsen    | Elton Møller          | Thomas Bo Larsen | -                | Lukas Toya      | Martin Miehe-Renard |
| Far til fire og vikingerne                | Martin Brygmann        | Coco Hjardemaal          | Mingus Hassing         | Laura Lavigne Bie-Olsen    | Elton Møller          | Thomas Bo Larsen | -                | -               | Martin Miehe-Renard |

## Sange
Der blev lavet en række sange til den første generation film, hvor af nogle blev meget populære og nogle fortsat er velkendte:
- "Det er sommer, det er sol og det er søndag" (Musik: Sven Gyldmark, Tekst: Erik Leth)
- "Bornholm, Bornholm, Bornholm" (Musik: Sven Gyldmark, Tekst: Erik Leth)
- "Den første forårsdag" (Musik: Sven Gyldmark, Tekst: Victor Skaarup & Erik Leth, Sang: Jørgen Reenberg og Birgitte Price)
- "Til julebal i Nisseland" (Musik: Sven Gyldmark Tekst: Victor Skaarup)
- "Hej for dig, og Hej for mig" (Musik: Sven Gyldmark, Tekst: Victor Skaarup)

## Bøger
Forlaget Martin udgav i perioden 1955-1971 19 romaner med Far til Fire, alle illustreret af Kaj Engholm med tekst af Gitte Palsby, undtagen nr. 1 med tekst af Olav Hast.
1. Til køreprøve med Far til Fire (1955)
2. Paa sommerferie med Far til Fire (1956)
3. Blandt spøgelser med Far til Fire (1956)
4. Paa vildspor med Far til Fire (1956)
5. I skole med Far til Fire (1956)
6. Paa vinterferie med Far til Fire (1956)
7. Vi flytter med Far til fire (1957)
8. Vi rejser med Far til Fire (1957)
9. Gennem ild og vand med Far til Fire (1958)
10. Til Kvit eller Dobbelt med Far til Fire (1958)
11. Paa sundtur med Far til Fire (1959)
12. Til landskamp med Far til Fire (1959)
13. I sommerhus med Far til Fire (1960)
14. I cirkus med Far til Fire (1960)
15. Skolesjov med Far til Fire (1961)
16. Til 6-dagesløb med Far til Fire (1961)
17. Til filmen med Far til Fire (1962)
18. På æventyr med Far til Fire (1962)
19. Far til Fire i højt humør (1971) - efter Ib Mossins drejebog til filmen

## Teater
- Teatret Bag Kroen i Charlottenlund har siden 1997 spillet forestillingen Far til fire holder jul.